# 김은주 (아나운서)
김은주(1965년 11월 26일 ~ )은 전 MBC 아나운서이다

## 소개
1987년 입사후 수습시절 뽀미언니로 뽑혀 1990년까지 뽀뽀뽀의 제 5대 뽀미언니를 맡아 많은 사랑을 받음. 이후 1991년에 뉴스데스크 주말 여자 진행자를 시작으로 평일 뉴스데스크. 아침 뉴스. 저녁뉴스뿐 아니라 대통령 국민과의 대화.대학가요제.창작동요제.남북이산가족찾기. 어린이에게 새생명을. 연말 연예대상. 가요대상시상식등 대형 특집 프로그램을 다수 진행하다 2001년 3월 경 퇴사했다.2010년 10월 5일 뉴스데스크 40주년에 잠시 비춘 적 있었다. 배우자가  금성 출판사  회장인 김무상 님입니다.

## 경력
- 1988년 ~ 1990년 : 뽀뽀뽀
- 1988년, 1990년 : MBC 대학가요제 MC
- 1989년, 1991년, 1998년 : MBC 창작동요제 MC
- 1991년 ~ 1992년 : MBC 뉴스센터
- 1991년 10월 26일 ~ 1992년 8월 30일 : MBC 뉴스데스크
- 1994년 9월 17일 ~ 1996년 8월 11일 : 주말 MBC 뉴스데스크
- 1996년 8월 12일 ~ 11월 8일 : MBC 뉴스데스크
- 1998년 4월 25일 ~ 9월 13일 : 주말 MBC 뉴스데스크
- 2001년 3월 퇴사